# Ministry of Darkness
The Ministry of Darkness var en professionel wrestling heel gruppe i World Wrestling Federation (WWF) under den såkaldte WWF Attitude Era i slutningen af 1990'erne. The Ministry blev ledet af The Undertaker og var en kontroversiel gruppe med et satanisk tema der udførte onde ritualer og menneskeofringer. De var dog ikke den første wrestling gruppe med et satanisk tema. Kevin Sullivan var den første med the Army of Darkness.

## Dannelse
Ved In Your House: Judgement Day i oktober 1998 gik Paul Bearer igen sammen med Undertaker og gik derved væk fra Kane. I slutningen af 1998 begyndte Undertaker at komme med forudsigelser om at The Ministry of Darkness, og den onde plage ville blive sluppet løs i WWF. Undertaker blev langsomt mere dæmonisk end før, men hans onde og satanske planer blev udsat da han tabte en Buried Alive Match til "Stone Cold" Steve Austin ved In Your House: Rock Bottom, og han forsvandt i flere uger. I mellemtiden dannede Justin Hawk Bradshaw og Farooq Hell's Henchmen som var et mørkt og udspekuleret tag team, der for en kort periode blev ledet af The Jackyl. Kort efter deres debut forlod The Jackyl WWF, og holdet ændrede deres navn til The Acolytes. Bradshaw og Farooq blev håndlangere for en ukendt leder. Som en af deres første ordrer bortførte de Dennis Knight og førte ham til "HAM". Et par uger senere viste det sig at "HAM" var en druide lignende Undertaker, som indviede Knight som hans tjener i et ritual hvor han fik navnet Mideon.
Ved Royal Rumble i 1999, bortførte gruppen, med Undertaker, Mideon og The Acolytes, Mabel som blev døbt Viscera næste dag i Raw is War, og indlemmede ham i gruppen. En anden gruppe, The Brood (Edge, Christian og Gangrel) blev også hyret af Undertaker. Derefter gjorde Undertaker det klart at han ville eje World Wrestling Federation og drive Vince McMahon ud.

## Første slag
Vince McMahon blev face og påstod at Mark Calaway (Undertaker) kørte hans gimmick for langt ud, og at han faktisk troede på at han var The Undertaker og at han var personificeringen af Mørkets Fyrste. Dette kunne blive set som om at Vince brød Kayfabe, fordi han refererede til Calaways navn, ordet gimmick og fordi at han sagde, at han troede at han var Undertaker. McMahon rystede det af sig og puttede Undertaker i den anden Inferno Match nogensinde, hvor han mødte hans bror Kane i en rematch fra den første Inferno Match. Undertaker vandt igen og da han brændte en teddybjørn, begyndte McMahon at græde. Efter sigende skulle bjørnen engang være ejet af Stephanie McMahon (da hun var barn)
I flere uger sagde Undertaker at the Ministry fik ordre fra en højere magt, og han blev ved med at snakke om at denne højere magt havde nøglen til McMahon's hjerte og sjæl. Undertaker efterlod et brændende symbol, som lignede et krucifiks, i McMahons have. Derefter beordrede lederen af The Corporate Ministry hans håndhæver, The Big Bossman, til at møde Undertaker i en Hell in a Cell Match ved WrestleMania XV. Undertaker vandt uden megen besvær. Efter kampen hejste The Brood sig selv ned fra loftet og oven på cellen, og gav Undertaker en løkke. Han sendte en besked til McMahon ved at hænge Big Bossman i cellen.
Efter WrestleMania bortførte the Ministry McMahons egen datter, Stephanie McMahon. Ken Shamrock fandt Stephanie grædende i fyrrummet med Undertaker symbol i panden. Som en hævn for at Shamrock forpurrede hans planer, beordrede Undertaker hans Ministry til at bortføre Kens søster Ryan og ofre hende på et af Undertakers symboler. Shamrock fandt hans søster, den følgende uge, grædende i fyrrummet. Shamrock havde fundet ud af hvor Stephanie var da han tvang Christian til at fortælle det. Derfor beordrede Undertaker The Brood's andre medlemmer Edge og Gangrel til at straffe Christian. De nægtede og vendte sig imod Undertaker, og forlod i stedet The Ministry. The Broods frivillige afhopning var den eneste igennem hele the Ministrys embedsperiode.

## The Corporate Ministry
Ved WWF Backlash i 1999 fik Vince McMahon en vanvittig Ken Shamrock til at møde Undertaker, han håbede på at Shamrock ville brække Undertakers ankel med en Ankle lock toehold. Hans plan gav bagslag og Bradshaw angreb Shamrock efter kampen. Senere tog Undertaker kommandoen over Stephanie McMahons limousine, og kørte væk med hende da Backlash sluttede.
Næsten dag holdt Undertaker et sort bryllup for ham og Stephanie, fordi hvis han giftede sig med ejeren af WWF så ville han have kontrol med WWF. Ken Shamrock og Big Show prøvede at forhindre brylluppet men kunne ikke. Men Undertaker fuldførte aldrig ceremonien, da WWF Champion Stone Cold Steve Austin kom og afbrød dem. Derefter slog Undertaker sig sammen Vince McMahons søn, Shane McMahon, og fik derved kontrol over The Corporation. Derefter slog han de to fraktioner sammen og fik derved den magtfulde Corporate Ministry. Medlemmerne af begge fraktioner lagde deres uenigheder på hylden og arbejdede sammen som en kæmpe stor fraktion.

## Ministry Flashback
I de sidste tre SmackDown! shows før Undertaker og Bradshaw (som nu havde en gimmick som en rig Texaner, ved navn John Bradshaw Layfield) skulle møde hinanden ved No Mercy i 2004 i en Last Ride Match om WWE Championship, kom der en serie af ministry minder mellem Undertaker og hans forrige undersåt.
- Den 16. september 2004 i en episode af SmackDown!, fik Bradshaw Undertaker til at komme ud. Undertaker kom ud og pressede Bradshaw ud i hjørnet, derefter kom Gangrel og Viscera ud og angreb Undertaker sammen med Bradshaw og Orlando Jordan (Orlando Jordan var den eneste af de fire som ikke havde været en del af the Ministry)
- Den 23. septembermødte Gangrel og Viscera, som blev introduceret som the Ministry, Undertaker i en handicap match. Undertaker vandt uden store problemer.
- Den 30. september mødte JBL Hardcore Holly i en kamp. Der blev vist et klip med Undertaker og en Rustvogn hvor han sagde at JBL skulle forberede sig på hans sidste rejse og at ved No Mercy ville han hvile i fred. I et interview efter klippet og før hans kamp, spurgte JBL hvor Orlando Jordan var som for en gangs skyld ikke var med ham. Efter at Holly havde angrebet JBL før kampen, kom JBL ud til kampen. Midt i kampen angreb JBL Holly med et våben og blev diskvalificeret. Efter det kom endnu et moment med Undertaker, da Orlando Jordan hang oppe under loftet korsfæstet på Undertakers symbol.

JBL slog Undertaker ved No Mercy, med hjælp udefra, og beholdte WWE titlen.
Igennem disse "flashbacks" nævnte SmackDowns! kommentatorer at Gangrel og Viscera havde været en del af the Ministry. Men de nævnte aldrig i fejden mellem Undertaker og JBL, at JBL havde været en del af the Ministry. Den forklaring der blev givet for at Gangrel og Viscera kom, var at JBL betalte dem for det. Men ved The Great American Bash i 2006 hvor JBL var kommentator ved kampen imellem Undertaker og Big Show, nævnet JBL at han havde kæmpet mod Undertaker om WWE titlen og at han havde været en del af the Ministry.

## Mesterskaber og Præstationer
Mesterskaber og Præstationer er både fra the Ministry og the Corporate Ministry
- WWF Championship (1 gang) – Undertaker
- WWF Tag Team Championship (4 gange) – Acolytes (2), Undertaker and Big Show (2)
- WWF European Championship (1 gang) – Mideon

## Eksterne Links
- The Undertakers WWE Profil
- John "Bradshaw" Layfields WWE Profil
- Edges WWE Profil
- Christian (Cages) TNA Profil Arkiveret 29. oktober 2007 hos  Wayback Machine
- Viscera (Big Daddy V's) WWE Profil